# Aetherius Society
Aetherius Society (Aetherius-Gesellschaft) ist eine Organisation, die den Neuen Religiösen Bewegungen und dem Ufoglauben zugeordnet wird. Sie wurde 1955 gegründet und gehört damit zu den frühesten religiösen Gruppierungen, die den Kontakt mit Außerirdischen in ihre Lehre aufnahmen. Die Anzahl der Mitglieder der Aetherius Society geht laut eigenen Angaben „in die Tausende, aber nicht in die Zehntausende“. Verbreitet ist die Gesellschaft vor allem in ihrem Ursprungsland, dem Vereinigten Königreich, sowie in den Vereinigten Staaten, in Ghana und in Nigeria.

## Geschichte
George King, der Gründer der Gruppe, wurde am 23. Januar 1919 in Shropshire geboren. Er arbeitete als Taxifahrer und war seit den 1930ern Mitglied verschiedener theosophischer und okkulter Gruppen Londons und wurde zu einem Yoga-Praktizierenden. Er berichtete, im Mai 1954 eine Stimme gehört zu haben, die ihm sagte, er solle sich darauf vorbereiten, der Sprecher eines interplanetaren Rates zu werden, der seinen Sitz auf dem Saturn habe. Er solle die Mächte der Spiritualität vertreten gegen die zerstörerischen Einflüsse des Materialismus. Darauf sei er von einem Swami besucht worden, der ihn angewiesen habe, eine Gruppe zu gründen. King begann an öffentlichen Zusammenkünften Botschaften weiterzugeben, die er auf telepathischem Wege von kosmischen Meistern vom Planeten Venus erhalten habe. Die Botschaften standen mit ihrer Darstellung von der Menschheit wohlgesinnten und sie beschützenden Außerirdischen im Kontrast zu den im Zuge der damaligen US-amerikanischen UFO-Sichtungen auftretenden Vorstellungen feindlicher Außerirdischer. Eine kleine Gefolgschaft schloss sich ihm an, so dass er 1955 die Aetherius Society gründen konnte. 1956 gab er seine Arbeit als Taxifahrer auf und widmete sich ganz seiner Organisation.
Zu den Aktivitäten der Gruppe gehörte die Operation Starlight zwischen 1958 und 1961. Es war die erste der sogenannten kosmischen Missionen. Dabei bestiegen George King und Mitglieder der Aetherius Society 19 Berggipfel in Europa, Afrika, Ozeanien und den USA, um diese mit spiritueller Energie aufzuladen. Diese Berggipfel werden heute von der Organisation als Pilgerstätten empfohlen.
Im Juni 1959 zog George King in die Vereinigten Staaten. Von dort aus reiste er über die ganze Welt, um seine Botschaft zu verbreiten, vorwiegend in englischsprachige Länder. Im Laufe der Jahre legte er sich mehrere religiöse, ritterliche und akademisch klingende Titel zu und ließ sich zum Bischof der Liberalkatholischen Kirche weihen. Während zweier Dekaden war er Empfänger von über sechshundert kosmischen Botschaften und leitete verschiedene „kosmische Missionen“. Am 12. Juli 1997 starb King im kalifornischen Santa Barbara.
Die Leitung der Gruppe obliegt nach seinem Tod drei Bischöfen und je fünf senior engineering officers im Vereinigten Königreich und den USA. Der Sitz des Vorstands ist in Los Angeles. Die Gesellschaft führt Kings Lehren weiter.

## Lehre
Der Einfluss der Theosophen zeigt sich bei der Aetherius Society in der Übernahme asiatischer Vorstellungen von Karma und Wiedergeburt. Jeder Mensch kann es durch seine Taten selbst bestimmen, im nächsten Leben in eine höhere Stufe aufzusteigen. Wer auf der Erde genügend hoch steigt, beginnt an den vorherigen Zyklus anknüpfend auf einem anderen Planeten unseres Sonnensystems von neuem, bis er schlussendlich zum Meister wird. Unter den kosmischen Meistern sind Leute wie Jesus und Buddha, die von der Venus stammen oder Krischna, der vom Saturn kommt und weitere religiöse Lehrer, die Mitglieder der Great White Brotherhood sind. Im theosophischen Kontext wird dieser Ausdruck im Deutschen als Große Weiße Loge übersetzt.
Die Aetherius Society sieht ihre Aufgabe darin, die kosmischen Meister bei ihrem Kampf gegen die bösen Mächte zu unterstützen, um die Erde als lebende, atmende Entität und ihre Bewohner zu schützen. Eine der dabei angewendeten Praktiken sieht es vor, dass durch Gebet und Meditation die Prana genannte spirituelle Energie aus einem um die Erde kreisenden Raumschiff auf die Erde geschleudert wird. Die spirituelle Energie der Gebete und Chantings könne auch durch speziell dazu ausgebildete Personen in Batterien geleitet werden, wo sie in Krisenzeiten wieder freigesetzt werden könne, um Opfern von Kriegen und Katastrophen zu helfen.